# 園田ふとん店
有限会社園田ふとん店（そのだふとんてん）は、大分県大分市中央町のガレリア竹町にある寝具専門店である。

## 沿革
1913年（大正2年）に現在地に店舗を構えた老舗のふとん店である。この年が創業とされるが、それ以前にも商店街の別の場所で店を営んでいたという。

## CMソング
大分県内では「さわやかな朝が来た」で始まるCMソングで有名。このCMソングはカミングアウトバラエティ!! 秘密のケンミンSHOWでも県民なら誰でも知っている歌として紹介された。
この曲は、1960年代に作られたもので、大分市内の広告代理店社員が作詞・作曲した。当初はオルガンの伴奏のゆったりとしたテンポのアレンジだった。1980年代には、パソコン打ち込みのアップテンポのアレンジにされた。この2代目の曲までは、テレビやラジオでも流れていた。
2016年（平成28年）には、ピアノとボーカルの男性2人組ユニットアルケミストによるピアノアレンジの新バージョンが登場した。このバージョンでは、3番までのフルバージョンが初めて公開されている。アルケミストは2013年（平成25年）からガレリア竹町のイベントに定期出演しており、それが縁で実現したという。
現在は、テレビやラジオではCMは流れていないが、中央通り一帯の街頭放送で1時間に1回流されている、また、YouTubeでは3バージョンすべてが公開されている。